# SN 1976C
SN 1976C – niepotwierdzona supernowa odkryta 1 czerwca 1976 roku w galaktyce IC1231. W momencie odkrycia miała maksymalną jasność 14,50m.